# Reliquiari de Sant Rossore
El reliquiari de Sant Rossore és una obra de Donatello realitzada en bronze daurat, que data a la ratlla de 1424-1427 i conservat al Museu nacional de San Matteo a Pisa.

## Història
L'any 1422 els monjos de l'Església d'Ognissanti (Florència) estaven en possessió de la relíquia del crani de Sant Lussorio (popularment anomenat de Sant Rossore), un soldat romà que es va convertir al cristianisme i va ser decapitat a Sardenya a l'època de Dioclecià. Per honrar aquesta preciosa relíquia va ser encarregat un reliquiari en forma de bust, a Donatello.
La fosa va ser realitzada per Jacopo de Stroza i la va fer amb cinc parts assemblant-les en fred.
El bust – reliquiari va arribar l'any 1591 a Pisa.

## Descripció
El treball marca una forta ruptura amb la tradició medieval anterior de la producció de reliquiaris. El rostre del sant es troba treballat amb una expressió distant que recorda la tradició de devoció, sent elaborat el tors en una tipologia realista «a la romana», és a dir, com les antigues estàtues. Alguns detalls s'aprecien amb precisió com als antics retrats, la definició de la barba amb incisions curtes, com a la retrat romà del segle iii. El rostre ha adoptat unes formes expressives, que fa pensar en un retrat o també en un autoretrat.
També en aquesta obra, Donatello va utilitzar correccions relacionades amb el punt de vista: el Sant mira cap avall perquè la seva ubicació originària estava en una part alta, on no podia ser robat.